# Müzahir Sille
Müzahir Sille (ur. 21 września 1931 w Stambule, zm. 17 maja 2016 tamże) – turecki zapaśnik. Złoty medalista olimpijski z Rzymu.
Walczył w stylu klasycznym. Zawody w 1960 były jego drugimi igrzyskami olimpijskimi, triumfował w wadze piórkowej. Brał udział w igrzyskach cztery lata wcześniej (czwarte miejsce) i cztery lata później. W 1955 i 1958 był wicemistrzem świata.